# Le Comptoir
Le Comptoir (1998) é um longa-metragem dirigido pela cineasta francesa Sophie Tatischeff.
O filme representa uma incursão sensível e contemplativa no universo rural francês, explorando temas de memória, identidade e transformação social. Filha do renomado cineasta Jacques Tati, Tatischeff imprime sua própria marca autoral, afastando-se do humor físico característico de seu pai e adotando uma abordagem mais introspectiva e poética.

## Sinopse
Aproveitando um leilão em sua aldeia na Bretanha, a velha Marie coloca à venda o balcão de seu bistrô, que ela vai fechar para se mudar para Brest. Era Joëlle, uma jovem moradora da cidade e proprietária de terras na região, que, acompanhada de uma amiga, iria adquiri-la. O que Joëlle não sabe enquanto dirige pela estrada, com o bar no teto do carro, é que ela está levando todo o seu passado com ela. Do outro lado do campo, o estranho comboio atrai a atenção dos camponeses à medida que passa, que um após o outro abandonam suas atividades para formar uma discreta procissão. Com a ajuda de seu vizinho, o velho Jean, Joëlle monta o bar em sua casa. O móvel desperta em Jean antigas lembranças; seu primeiro encontro com Marie em 1912.

## Análise Crítica
Le Comptoir revela um olhar contemplativo e intimista sobre o universo rural francês. Distante da sátira física tão característica da obra de seu pai, Jacques Tati, Sophie Tatischeff privilegia a delicadeza, a memória e a transformação silenciosa. A narrativa, deliberadamente pausada, convida o espectador à reflexão sobre a passagem do tempo e a resistência das tradições frente às mudanças sociais.
A crítica especializada apresentou-se dividida. Parte dos analistas apontou a narrativa como demasiado estática e desprovida de clímax dramático, ainda que reconhecendo sua atmosfera poética. Para outros, o filme destaca-se pela autenticidade dos personagens e pela sensibilidade na captura das emoções cotidianas, afirmando-se como uma homenagem sincera à vida rural e às relações humanas perduráveis.
Do ponto de vista estético, a direção de fotografia de Jean-Claude Larrieu valoriza a luz natural e os tons suaves, reforçando o lirismo do ambiente bretão. A montagem de Florence Bon opta por transições discretas e ritmo uniforme, em consonância com o espírito contemplativo da obra.